# Balota de Jos
Balota de Jos – wieś w Rumunii, w okręgu Dolj, w gminie Murgași. W 2011 roku liczyła 303 mieszkańców.